# Майбалык (район Магжана Жумабаева)
Майбалык (каз. Майбалық) — село в районе Магжана Жумабаева Северо-Казахстанской области Казахстана. Входит в состав Тамановского сельского округа. Код КАТО — 593675300.

## География
Расположено около озера Майбалык.

## История
До 2013 года село являлось административным центром упразднённого Майбалыкского сельского округа.

## Население
В 1999 году население села составляло 599 человек (296 мужчин и 303 женщины). По данным переписи 2009 года в селе проживало 411 человек (208 мужчины и 203 женщины).